# Acer stevenii
Acer stevenii é uma espécie de árvore do gênero Acer, pertencente à família Aceraceae.